# San Remigio (Antique)
San Remigio (Bayan ng San Remigio) är en kommun i Filippinerna. Kommunen ligger på ön Panay, och tillhör provinsen Antique. Folkmängden uppgår till 31 935 invånare år 2015.

## Barangayer
San Remigio är indelat i 45 barangayer.
| - Agricula - Alegria - Aningalan - Atabay - Bagumbayan - Baladjay - Banbanan - Barangbang - Bawang - Bugo - Bulan-bulan - Cabiawan - Cabunga-an - Cadolonan - Poblacion (Calag-itan) | - Carawisan I - Carawisan II - Carmelo I - Carmelo II - General Fullon - General Luna - Orquia (Igcatumbal) - Iguirindon - Insubuan - La Union - Lapak - Lumpatan - Magdalena - Maragubdub - Nagbangi I (Amatong) | - Nagbangi II - Nasuli - Osorio I - Osorio II - Panpanan I - Panpanan II - Ramon Magsaysay - Rizal - San Rafael - Sinundolan - Sumaray - Trinidad - Tubudan - Vilvar - Walker |